# 恩宠之母朝圣所 (里窝那)
43°29′33.98″N 10°20′56.34″E / 43.4927722°N 10.3489833°E

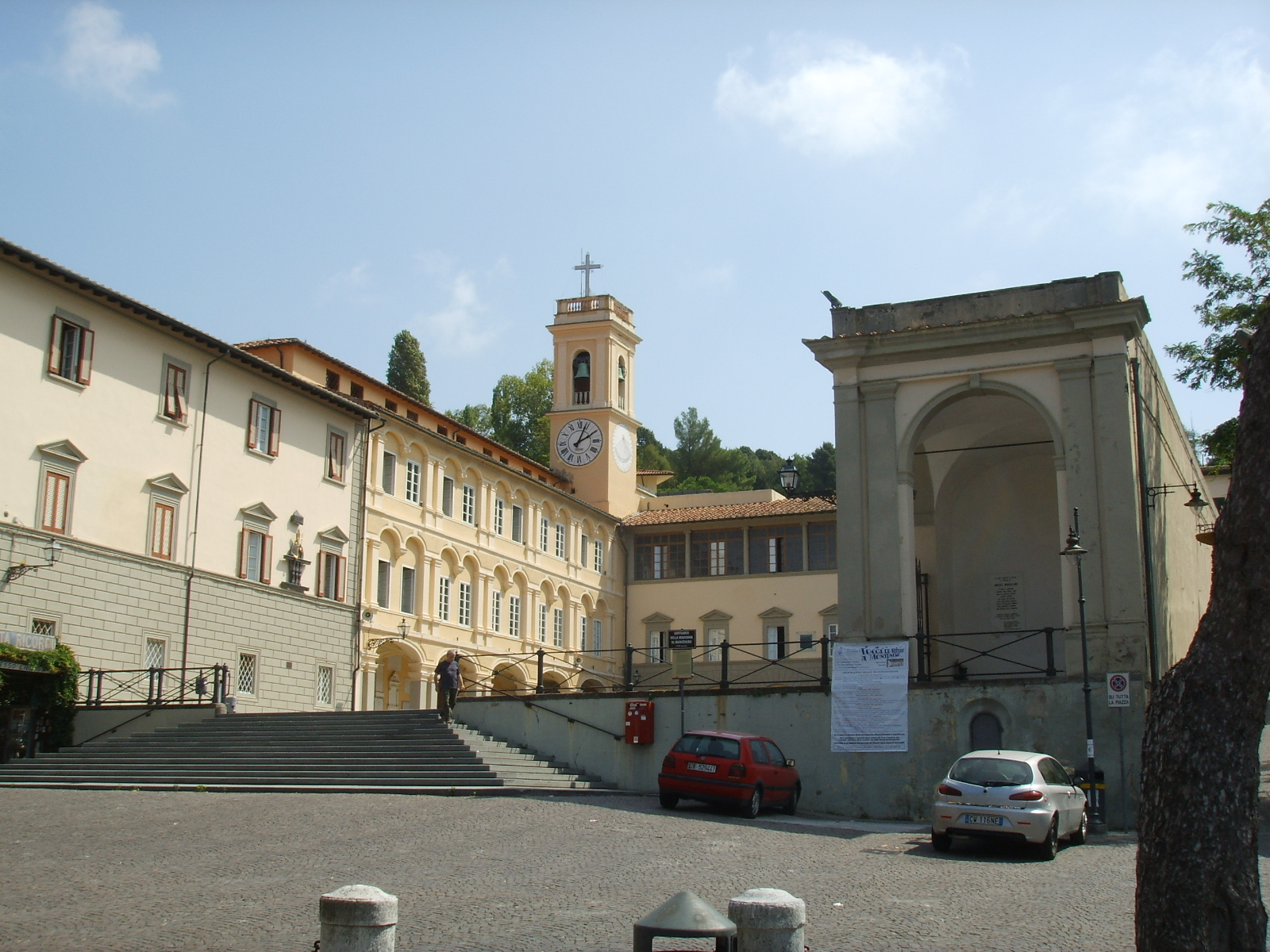

恩宠之母朝圣所，是位于意大利中部里窝那的黑山上的一座宗教建筑群，可乘坐缆车到达。
该堂已升格为次级宗座圣殿，由瓦隆布罗萨会修士管理，供奉托斯卡纳 的主保圣人恩宠圣母。